# Laura Martínez Aguado
Laura Martínez Aguado (1972 - 9 de setembre de 2016) va ser una periodista catalana, especialitzada en educació i en qüestions socials. Va treballar a La Sexta i a Mediapro. El 2010 va entrar a treballar a RAC 1 on va arribar a ser cap la secció de societat. Va cobrir diversos esdeveniments importants durant aquests anys, com la coronació de Felip VI d'Espanya, les manifestacions de la Diada Nacional de Catalunya o la Conferència de l'ONU sobre el Canvi Climàtic 2015. Va morir als 44 anys a causa d'un càncer de pell.